# پاسیون ریچاردسون
پاسیون ریچاردسون (انگلیسی: Passion Richardson؛ زادهٔ ۲۵ ژانویهٔ ۱۹۷۵) از برندگان مدال‌های بازی‌های المپیک تابستانی و دونده اهل ایالات متحده آمریکا است.